# Tricyrtis affinis
 (août 2024).
Espèce

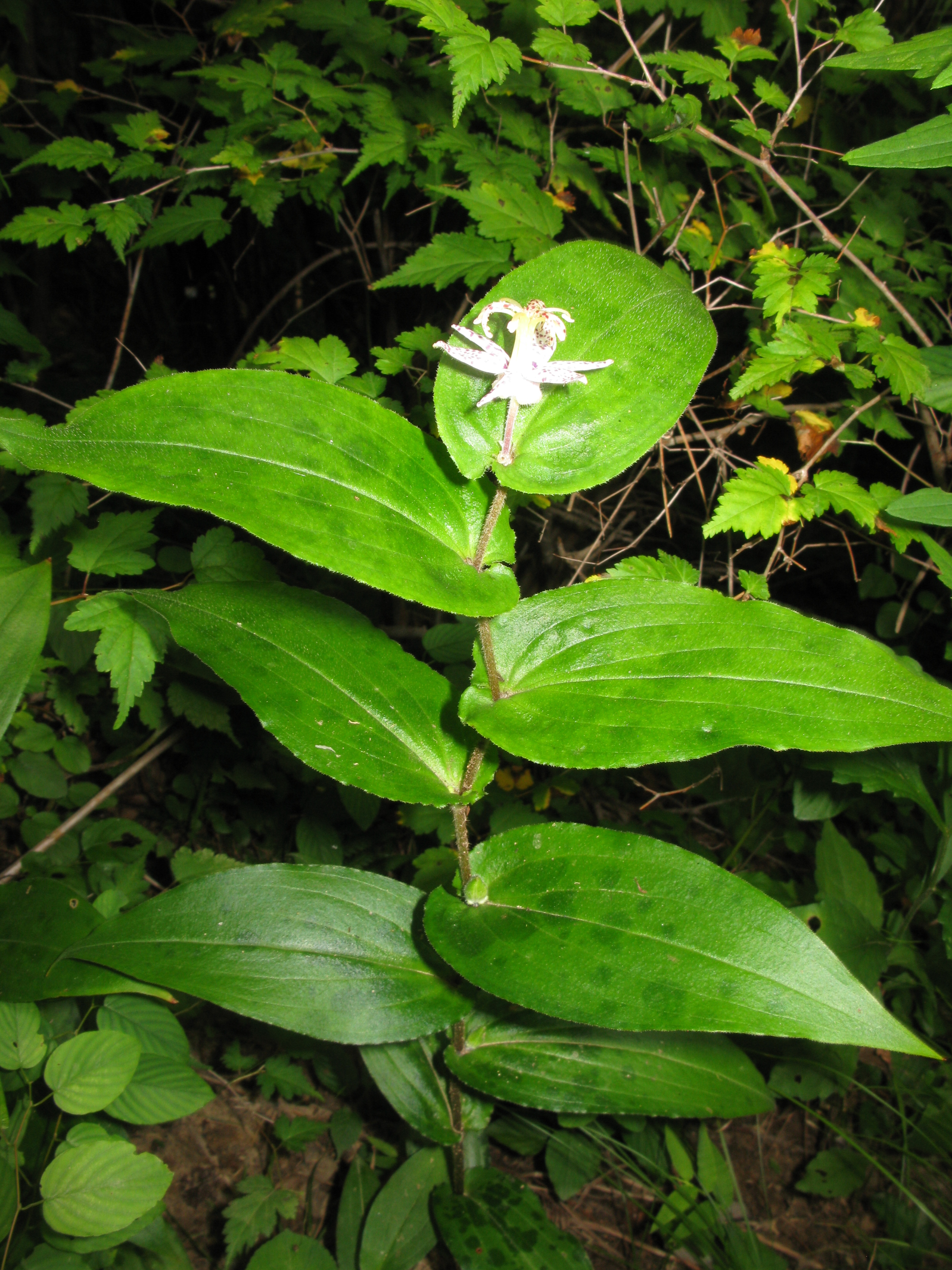
Tricyrtis affinis à Fukushima

Tricyrtis affinis est une espèce de la famille des Liliaceae. Elle est endémique au Japon.

## Description
Tricyrtis affinis est une espèce de plante à fleurs pérenne. La hauteur de la plante est de 30-60 cm, les pétioles sont alternes, les feuilles sont allongées de 8-18 cm, les bords des feuilles sont ondulés. Une à trois fleurs se forment sur les faces supérieures des feuilles, de la fin de l'été à l'automne. Les couronnes sont composées de trois couronnes extérieures légèrement plus larges et de trois couronnes intérieures, de six étamines et d'une étamine. Les fleurs sont blanches, parsemées de taches violettes, sans taches jaunes à la base et sans pétales déformés. Les poils des tiges du Tricyrtis des montagnes (T. affinis) poussent en diagonale vers le bas, mais les poils des tiges du Tricyrtis du Japon (Tricyrtis hirta) poussent en diagonale vers le haut. 

## Habitat et répartition
Tricyrtis affinis pousse à l'état sauvage dans les forêts des montagnes et des champs de Hokkaido à Honshu, Shikoku et Kyushu. 

## Systématique
Le nom correct complet (avec auteur) de ce taxon est Tricyrtis affinis Makino.
Tricyrtis affinis a pour synonymes :
- Tricyrtis affinis f. albida (Makino) Okuyama
- Tricyrtis affinis var. albida Makino
- Tricyrtis affinis var. chiugokuensis (Koidz.) Ohwi
- Tricyrtis chiugokuensis Koidz.
- Tricyrtis hirta var. parviflora (Dammer) Masam.
- Tricyrtis japonica var. albida (Makino) Masam.
- Tricyrtis macropoda subsp. affinis (Makino) Kitam.
- Tricyrtis macropoda var. chiugokuensis (Koidz.) Ohwi
- Tricyrtis parviflora Dammer